# Pokémon Go
Pokémon Go (reso graficamente come Pokémon GO) è un videogioco di tipo free-to-play basato su realtà aumentata geolocalizzata con GPS, sviluppato da Niantic per i sistemi operativi mobili iOS e Android, creato con la collaborazione di Game Freak, The Pokémon Company e Nintendo e pubblicato nel 2016.
Il gioco è compatibile con una periferica Bluetooth denominata Pokémon Go Plus, dispositivo progettato e realizzato da Nintendo. Pokémon Go Plus, commercializzato a partire dal 16 settembre 2016, ha la forma di segnaposto di Google Maps. Il 22 dicembre 2016 è stata pubblicata la versione per Apple Watch del gioco.

## Modalità di gioco

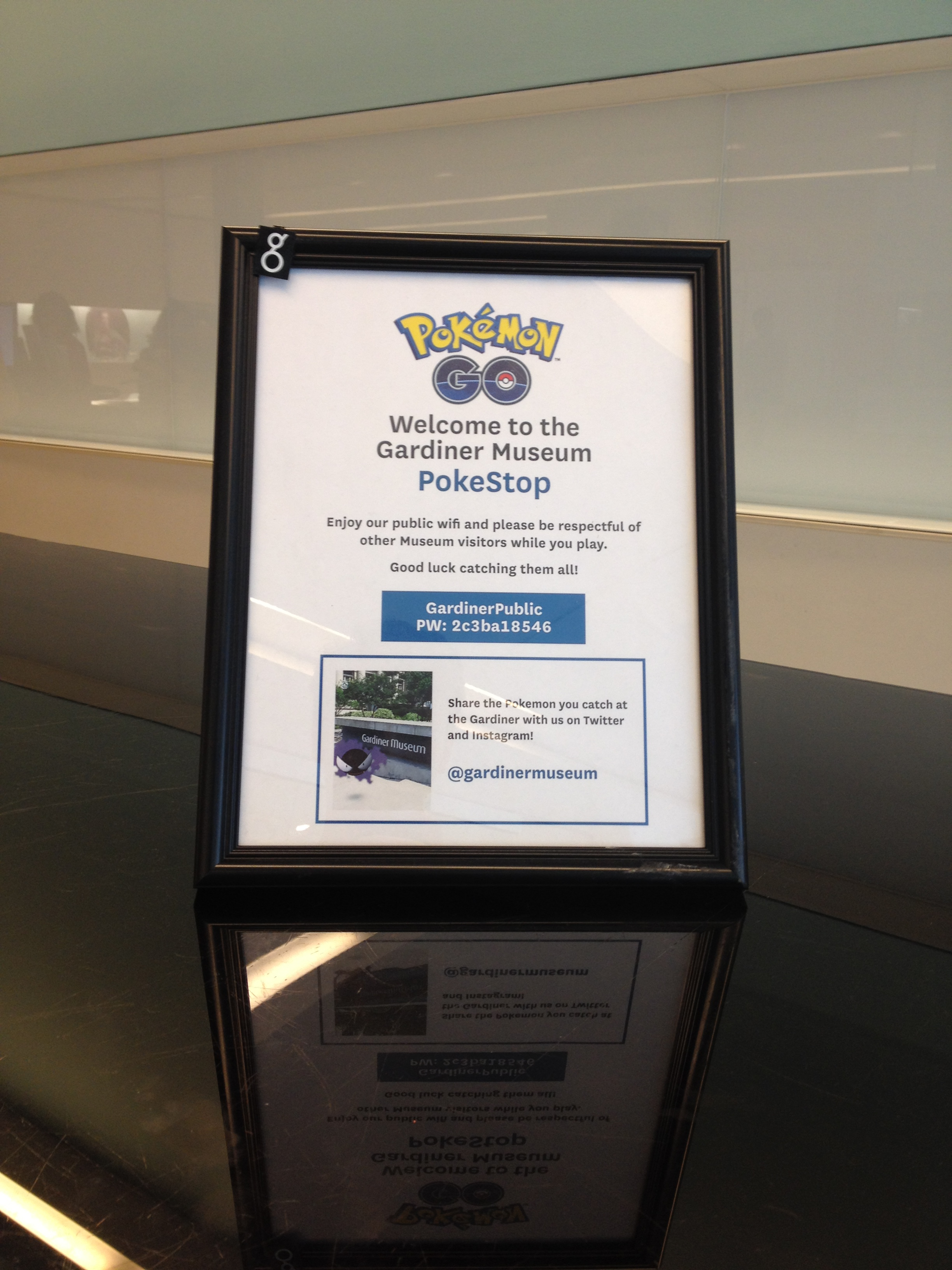
Un Pokéstop presso il Gardiner Museum di Toronto

All'inizio del gioco viene data la possibilità di catturare un Pokémon iniziale tra Bulbasaur, Charmander, Squirtle e, eventualmente, anche Pikachu. Il protagonista può incontrare e catturare Pokémon selvatici nell'ambiente reale o affrontarli all'interno di palestre sparse sul territorio. È possibile ottenere Poké Ball e altri strumenti presso i Pokéstop, aprendo i Pacchi amicizia oppure utilizzando le monete del gioco, le Pokémonete.
A differenza dei titoli della serie principale, le lotte si affrontano solo nelle Palestre e, in alcune circostanze, si può lottare contro gli amici ma non contro i Pokémon selvatici, inoltre non fanno guadagnare nessuna esperienza ai Pokémon che combattono. Il potenziamento è infatti affidato a due fattori che si acquistano solo catturando altri Pokémon: la polvere di stelle e le caramelle. La prima è spendibile per qualsiasi Pokémon, mentre le caramelle sono differenti per ogni tipo di Pokémon e possono essere spese solo per quel tipo di Pokémon o per una sua evoluzione. Ad esempio, la cattura di un Bulbasaur fornisce 100 unità di polvere di stelle e tre caramelle Bulbasaur. Una quarta caramella si può ottenere trasferendo Bulbasaur al Professor Willow: si tratta di un'operazione non annullabile, che va effettuata solo per i Pokémon non utili al giocatore. Con la polvere di stelle è possibile potenziare qualsiasi Pokémon, mentre con le caramelle Bulbasaur si potranno potenziare solo Bulbasaur e rispettive evoluzioni (Ivysaur e Venusaur).
Ogni attività dà al giocatore dei punti esperienza che, raggiunta una certa cifra, lo farà salire di livello. Alcuni livelli sbloccano nuovi oggetti e permettono di incontrare Pokémon selvatici più forti; inoltre, al salire di livello si allarga l'arco di potenziamento dei propri Pokémon, che quindi potranno essere potenziati ulteriormente e diventare più forti.

### Pokéstop
I Pokéstop corrispondono a luoghi caratteristici del mondo reale ("punti di interesse"), posizionati in luoghi pubblici, come ad esempio: parchi, piazze e monumenti. I Pokéstop sono segnalati sulla mappa da cubi blu che fluttuano, quando il giocatore è abbastanza vicino ad un Pokéstop il cubo si trasformerà in un disco blu. Dopo che il giocatore raccoglie gli strumenti dal Pokéstop, questo diventerà viola e non sarà più utilizzabile per 5 minuti. Per poter interagire con il Pokéstop e ottenere gli strumenti il giocatore deve trovarsi entro un raggio di 80 metri dal Pokéstop.
Quando un giocatore clicca sul cubo, comparirà una foto del Pokéstop e il suo nome. Premendo poi sul nome del Pokéstop comparirà una versione più grande della foto e a volte una breve descrizione del luogo. Per ottenere gli strumenti da un Pokéstop, il giocatore deve premere su di esso mentre è abbastanza vicino e far girare il disco foto. Da novembre 2019 è stata introdotta la possibilità per i giocatori di livello 40 di richiedere nuovi Pokéstop o suggerire miglioramenti e correzioni per quelli già esistenti.
Mentre ci si trova a portata di un Pokéstop, il giocatore può anche utilizzare un modulo esca sul Pokéstop. Il modulo esca aumenterà la probabilità di trovare Pokémon selvatici vicino al Pokéstop in cui viene inserito per i successivi 30 minuti. Questo effetto influisce non solo sul giocatore che utilizza il modulo esca, ma anche tutti gli altri giocatori che nell'arco dei 30 minuti passano nelle vicinanze del Pokéstop, che potranno vederlo attivo grazie alla pioggia di petali rosa che lo circonda mentre il modulo esca è attivo. Su ogni Pokéstop può essere posizionato un solo modulo esca alla volta.
Nei Pokéstop si possono trovare vari oggetti tra cui le uova che, messe in apposite incubatrici, si schiudono dopo aver percorso un certo numero di chilometri (2, 5, 7, 10 o 12), ottenendo Pokémon rari e dotati di più caramelle. Le uova che necessitano di 7 chilometri per schiudersi, si possono ottenere esclusivamente aprendo i pacchi amicizia.
Nell'estate 2019 è stato aggiunto il Team GO Rocket. Quando un Pokéstop diventa nero, facendo girare il disco si ha la possibilità di affrontare una recluta. Se la recluta viene sconfitta, scapperà lasciando un Pokémon ombra che il giocatore potrà catturare avendo un numero limitato di pokéball da poter lanciare e un componente misterioso necessario per costruire un radar Rocket una volta raggiunti i sei pezzi. Con il radar è possibile affrontare un Leader Rocket (Sierra, Arlo o Cliff) che se sconfitti forniranno al giocatore un uovo insolito, che richiede 12 chilometri per schiudersi, oltre che un Pokémon ombra.

### Meccanica di cattura
Il gioco si svolge in una mappa che riproduce l'ambiente circostante. L'avatar del protagonista è circondato da un cerchio che si allarga che corrisponde a circa 20 metri: in questo raggio d'azione può interagire con Pokéstop e Palestre, inoltre può far apparire i Pokémon che sono nascosti in quel raggio. Quando un Pokémon appare si deve fare un tap col dito per entrare nella modalità cattura, che può anche utilizzare la fotocamera del dispositivo per simulare la presenza del Pokémon nel reale ambiente circostante (modalità realtà aumentata). Il Pokémon va mirato con le Poké Ball, con un cerchio che si restringe e che rappresenta il punto da bersagliare. Un tiro preciso, quando il cerchio è particolarmente stretto, può portare a maggiore successo nella cattura. Anche il ruotare la Poké Ball (tiro "curvy") può aumentare le probabilità di successo. Maggiori probabilità si possono ottenere anche con Poké Ball più rare, che si sbloccano ai livelli maggiori, come la Mega Ball (dal livello 15) e la Ultra Ball (dal livello 20). Inoltre si può lanciare una Baccalampon per rendere il Pokémon più docile, una Baccabana per non farlo muovere oppure una Baccananas per raddoppiare le caramelle alla cattura di quel Pokémon.
L'apparizione dei Pokémon avviene su determinati "nidi" (spawn, che corrispondono a quelli di Ingress, altro titolo precedente della Niantic, sebbene in Pokémon Go non siano visibili sulla mappa), a intervalli variabili. È tipico, ad esempio su lungofiumi, lungolaghi, lungomari e talvolta presso grandi fontane, l'apparizione di alcuni Pokémon acquatici, quali Magikarp, Psyduck, Slowpoke e Dratini. Le apparizioni più tipiche degli spawn vengono fatte ruotare circa ogni 3 settimane.
Durante l'evento di Halloween 2017 sono stati introdotti alcuni Pokémon di terza generazione, sbloccandone altri durante le festività natalizie ed aggiungendo, in quell'occasione, la variabilità di alcune meccaniche di gioco in base alle reali condizioni meteo. Col sereno, ad esempio, sono adesso più frequentemente catturabili i tipi Erba, Terra e Fuoco, forniscono più polvere dopo la cattura e anche le mosse di questi tipi appaiono potenziate durante la lotta.

### Palestre
Dal livello 5 il giocatore può, cliccando su una Palestra, scegliere una squadra a cui appartenere: il Team Istinto (giallo), capitanato da Spark, il Team Saggezza (blu), capitanato da Blanche, e il Team Coraggio (rosso), capitanato da Candela. Si ha la possibilità di cambiare squadra con il Medaglione delle squadre acquistabile nel negozio. Lo si può acquistare una sola volta l'anno.
Ogni palestra contiene un Pokéstop, che da un numero maggiore di strumenti se il colore della palestra è uguale a quello della squadra del giocatore, oppure se vi sono stati accumulati punti sbloccando le medaglie (bronzo, argento e oro) relative a quella palestra.
Le palestre senza squadra sono bianche, e la si può conquistare mettendoci un proprio Pokémon.
I PS dei Pokémon nelle Palestre sono determinati da un indicatore a cuore, che ne indica la motivazione: un cuore pieno fa apparire i PS al massimo, che decrescono via via che il cuore si svuota, o per effetto del tempo trascorso, o per effetto delle lotte. Ciò ha come conseguenza che anche un Pokémon molto forte nelle palestre può essere reso via via più debole e facile da sconfiggere. Quando i PS scendono fino a zero il Pokémon torna al suo proprietario. Il cuore si svuota in percentuale, non secondo valori assoluti: ne consegue che un Pokémon di livello basso e uno di livello alto impiegano lo stesso tempo e/o lo stesso numero di lotte per venire azzerati.
Per riempire il cuore si possono dare delle bacche ai Pokémon della propria squadra, fino a un massimo di dieci ogni 30 minuti (anche a distanza, nelle palestre in cui ci sono Pokémon propri).
Trovando una palestra avversaria si può sfidarla con sei Pokémon propri: ogni vittoria fa perdere motivazione al Pokémon avversario, quando arriva a zero il Pokémon lascia la Palestra, facendola tornare bianca. Incontrando una Palestra della propria squadra si può invece allearsi con un solo proprio Pokémon, fino ad un massimo di sei. Così facendo si ha la possibilità di vincere Pokémonete una ogni 10 minuti che il proprio Pokémon resta a protezione della Palestra, per un massimo di 50 Pokémonete giornaliere che possono essere spese in seguito nel negozio.

### Raid
Nell'estate 2017 è stata introdotta una nuova modalità di gioco multigiocatore denominata Raid. Grazie a questa nuova modalità, sponsorizzata nel corso del Pokémon Go Fest di Chicago, sono stati introdotti nel videogioco Pokémon leggendari come ad esempio Lugia, Rayquaza e Mewtwo Corazzato.
Le Palestre ospitano i Raid nell'arco della giornata, dalle 6:00 alle 21:00: per 45 minuti vi compare un Pokémon speciale che può essere sfidato da uno o più giocatori contemporaneamente e, se sconfitto, può venire alla fine catturato dai partecipanti. Ai Raid si accede con un biglietto che si ottiene gratuitamente ogni giorno nei Pokéstop delle Palestre (si ottiene solo se non se ne possiede già uno), oppure a pagamento nel negozio del gioco. Il Pokémon del Raid si presenta molto più forte del normale, per cui è consigliato affrontarlo in gruppo, fino a un massimo di venti persone per raid. I Raid possono essere di tre livelli di difficoltà crescente: da 1, 3 e 5. Il livello 5 è riservato ai Pokémon leggendari (da luglio 2017 con le apparizioni di Articuno, Lugia, Moltres e Zapdos e successivamente con i Pokémon leggendari della terza generazione). Alla fine del Raid si ottengono punti esperienza, alcuni oggetti esclusivi dei Raid, come la Baccalampon dorata, la caramella rara e le MT e Poké Ball premium, che possono essere utilizzate solo per cercare di catturare il Pokémon di quel Raid, e non sono cumulabili in caso di mancato utilizzo.

### Meccanica di lotta
Ciascun Pokémon ha due mosse: un attacco normale, detto attacco veloce, che si attiva con il tap ripetuto sullo schermo e uno speciale, detto attacco caricato, che si attiva cliccando un'icona circolare (nelle lotte in Palestra o nei raid) o scorrendo su numerose icone (nelle lotte tra allenatori). Utilizzando polvere di stella e caramelle del Pokémon è possibile sbloccare un secondo attacco caricato. Diverso dai videogiochi della serie principale è il fatto che non esista un turno di attacco, mentre è pressoché uguale la meccanica dei PS, dei tipi e del danno. Le altre principali differenze sono che non esistono tipi che non abbiano effetto su altri (ogni attacco procura un danno, a parte Splash e Sbadiglio) e che nessun attacco provoca cambiamenti di stato, quali la paralisi o il sonno.

### Amici, Scambi e PvP
Nel 2018 sono stati introdotti gli Amici con la possibilità di inviare e ricevere dei doni, Pacchi amicizia, fare scambi e lotte PvP. Nel 2020 è stata introdotta la "Lega" per sfidare casualmente altri allenatori connessi nel mondo.

### Ricerche
Il 30 marzo 2018 sono state introdotte le Ricerche sul campo: girando i Pokéstop è possibile ottenere delle missioni le quali daranno delle ricompense. La prima missione svolta nella giornata fa ottenere un timbro e una volta raggiunti 7 timbri, anche in giorni non consecutivi, si ha la possibilità di ottenere una Scoperta straordinaria, ovvero ogni mese l'incontro con un Pokémon leggendario o raro. Il 31 Marzo 2018 è stata introdotta la Ricerca speciale: una serie di compiti assegnati dal Professor Willow. Come per le Ricerche sul campo, gli Allenatori ricevono un premio per ogni compito di Ricerca speciale che completano e al termine della ricerca si può incontrare un Pokémon misterioso o raro. A novembre 2020, la Ricerca speciale è l'unico metodo per ottenere Mew, Celebi e Jirachi.

### Gioco a distanza
Nel 2020, in concomitanza con le restrizioni globali al movimento individuale legate alla pandemia di Covid-19, sono stati introdotti alcuni bonus per giocare anche se impossibilitati a spostarsi, e la possibilità di fare raid a distanza, tramite un apposito biglietto.

## Sviluppo
L'idea originale del gioco risale al 2014 quando il presidente di Nintendo, Satoru Iwata, e Tsunekazu Ishihara, all'epoca a capo della The Pokémon Company, in collaborazione con Google, hanno realizzato un pesce d'aprile dal nome Pokémon Challenge che consisteva nella ricerca dei Pokémon all'interno del servizio Google Maps. Ishihara si è accorto che combinando l'esperienza maturata nel progetto Pokémon Challenge con le potenzialità di Ingress, un gioco di realtà aumentata sviluppato da Niantic di cui lui e la moglie erano fan, era possibile realizzare un nuovo prodotto. Niantic ha utilizzato i dati di Ingress come base per determinare i luoghi dove collocare i Pokéstop e le Palestre che compaiono nel videogioco. Nel settembre 2015 Ishihara, diventato nel frattempo presidente di Nintendo, ha dedicato il discorso per il lancio del gioco al suo predecessore Iwata, morto due mesi prima. La colonna sonora del gioco è stata scritta da Junichi Masuda, lo storico compositore della serie Pokémon, che ha anche in parte supervisionato il design del gioco. Tra i designer della parte grafica del gioco è da ricordare Dennis Hwang, che in passato ha lavorato con Google e ha creato il logo di Gmail.

## Distribuzione
- 6 luglio 2016: Australia, Nuova Zelanda e Stati Uniti d'America
- 13 luglio 2016: Germania
- 14 luglio 2016: Regno Unito
- 15 luglio 2016: Italia, Spagna e Portogallo
- 16 luglio 2016: vari paesi dell'Europa[22]
- 17 luglio 2016: Canada
- 22 luglio 2016: Giappone
- 24 luglio 2016: Francia
- 25 luglio 2016: Hong Kong
- 3 agosto 2016: America Latina e Caraibi
- 6 agosto 2016: vari paesi dell'Asia[23], dell'Oceania[24] e Taiwan
- 29 settembre 2016: Balcani Occidentali[25] e Macao
- 30 settembre 2016: vari paesi dell'Asia centrale[26] e Mongolia
- 4 ottobre 2016: vari paesi dell'Africa[27]
- 17 novembre 2016: vari paesi del Medio Oriente[28]
- 13 dicembre 2016: vari paesi dell'Asia meridionale[29]
- 24 gennaio 2017: Corea del Sud

Annunciato ufficialmente il 15 settembre 2015, il gioco è stato inizialmente distribuito il 6 luglio 2016 in Australia, Nuova Zelanda e negli Stati Uniti d'America. Visto il sovraccarico creato sui propri server dalle richieste di risorse legate a tale distribuzione, l'amministratore delegato di Niantic John Hanke dichiarò che la pubblicazione in altre aree geografiche sarebbe stata rimandata finché "Niantic non fosse stata a proprio agio" nel risolvere tutti i problemi tecnici. L'attività riprese il 13 luglio in Germania, nel Regno Unito il 14 luglio e in Italia, Spagna e Portogallo il 15 luglio. Il 16 luglio fu il giorno della distribuzione in vari altri paesi europei e il giorno dopo di quello in Canada. Il lancio in Giappone venne inizialmente annunciato per il 20 luglio ma fu invece rimandato al 22 luglio, dato che la sponsorizzazione di McDonald's ed il luogo di lancio della app erano stati pubblicizzati all'insaputa dello sponsor. Entro la fine di luglio il gioco fu distribuito anche in Francia e ad Hong Kong, mentre in agosto il gioco è arrivato in America Meridionale, oltre che nel resto dell'Asia e dell'Oceania. Pokémon Go è stato vietato in Arabia Saudita, Iran e in Cina.

## Accoglienza
Apple ha dichiarato che Pokémon Go è stata l'applicazione mobile più scaricata dell'App Store nella settimana di lancio, superando i precedenti record di download. Sia Apple che Nintendo hanno tratto vantaggio economico per gli acquisti in-app, incrementando il valore delle loro azioni. Secondo alcune analisi, Pokémon Go ha superato come numero di utenti attivi connessi in contemporanea i videogiochi Candy Crush Saga e Draw Something e come tempo di uso le applicazioni relative ai social network come Facebook, Twitter, Snapchat, Instagram e Tinder.
Pokémon Go è entrato nel Guinness dei primati per i 100 milioni di dollari di ricavi più veloci di un videogioco per dispositivo mobileː solo 20 giorni, a partire dall'uscita il 6 luglio 2016 in Australia, Nuova Zelanda e Stati Uniti; il gioco ha raggiunto i 2 miliardi di ricavi 791 giorni dopo.

### Critica
| Testata                          | Giudizio |
| -------------------------------- | -------- |
| Metacritic (media al 24-09-2022) | 69/100   |
| Destructoid                      | 3,5/10   |
| GameSpot                         | 7/10     |
| IGN                              | 7/10     |
| The Guardian                     | 2/5      |
| Time                             | 3/5      |
| Polygon                          | 7,5/10   |
| Multiplayer.it                   | 7/10     |

Le recensioni aggregate di Pokémon Go sul sito Metacritic sono state "nella media o miste" e hanno assegnato al videogioco un punteggio medio del 69% (basato su 37 recensioni). Al momento della pubblicazione, la critica ha considerato il titolo apprezzabile ma ha notato dei problemi tecnici del gioco.
La testata giornalistica online italiana Multiplayer.it ha lodato soprattutto il sistema di gioco accessibile a tutti e il fatto che il gioco sia un buon incentivo a passare le giornate fuori, pur criticando l'assenza - all'epoca della recensione - di scambi e scontri tra allenatori (aggiunti poi successivamente) e i troppi problemi tecnici.

### Controversie

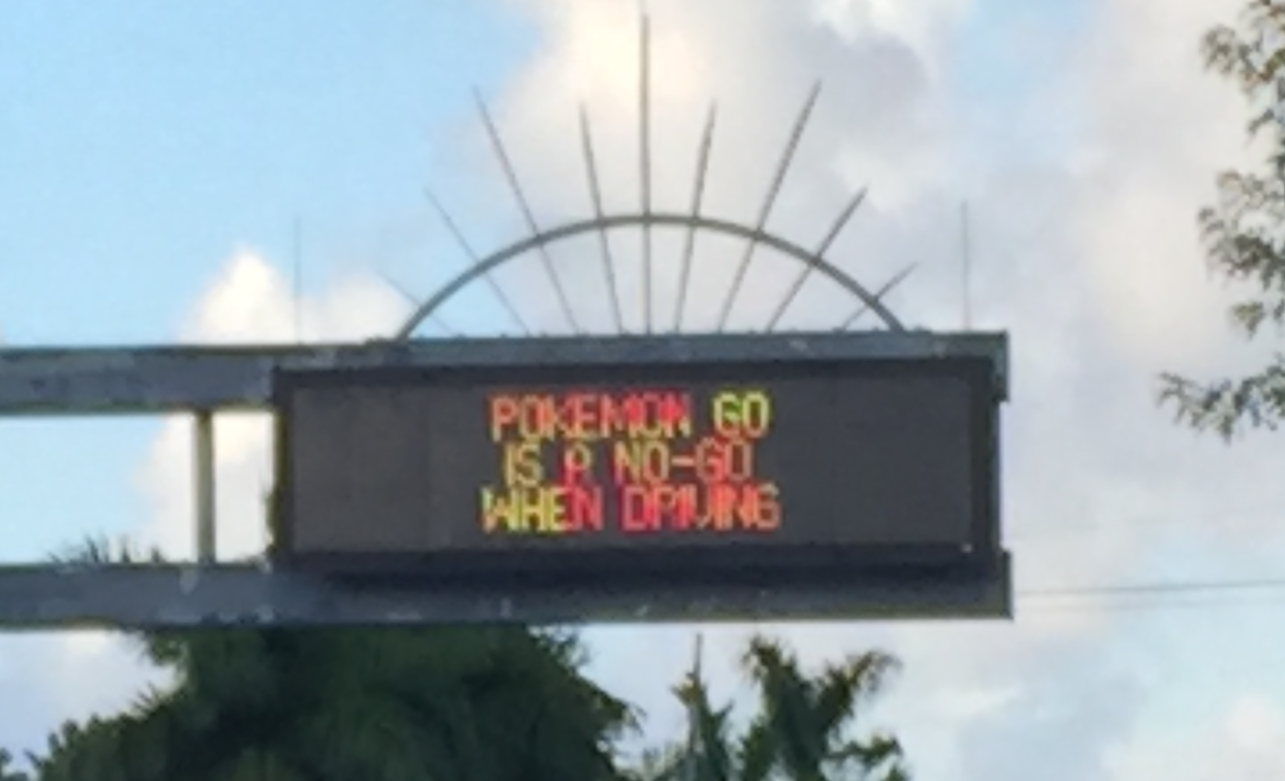
Un messaggio su una strada in Florida che invita a non giocare a Pokémon Go durante la guida

Il gioco al momento del rilascio ha avuto un forte impatto culturale, diventando subito virale, scatenando ironia ma anche molte polemiche. Ci sono state molte preoccupazioni per la sicurezza stradale, come ad esempio accuse rivolte dal Codacons.

## Riconoscimenti
| Premio                                  | Categoria                                             | Esito     | Nota          |
| --------------------------------------- | ----------------------------------------------------- | --------- | ------------- |
| BBC Radio 1's Teen Awards 2016          | Miglior gioco                                         | Vincitore | [ 67 ]        |
| The Game Awards 2016                    | Miglior gioco Mobile/Portatile                        | Vincitore | [ 68 ]        |
| The Game Awards 2016                    | Miglior gioco per Famiglie                            | Vincitore | [ 68 ]        |
| Golden Joystick Awards 2016             | Innovazione dell'anno                                 | Vincitore | [ 69 ]        |
| Golden Joystick Awards 2016             | Gioco Mobile/Portatile dell'anno                      | Vincitore | [ 69 ]        |
| 2016 TechRaptor Awards                  | Miglior gioco Mobile/Portatile                        | Vincitore | [ 70 ]        |
| D.I.C.E. Awards 2016                    | Gioco dell'anno                                       | Candidato | [ 71 ]        |
| D.I.C.E. Awards 2016                    | Gioco Mobile dell'anno                                | Vincitore | [ 71 ]        |
| New York Game Critic Awards             | A-Train Award come Miglior Gioco Mobile               | Vincitore | [ 72 ]        |
| New York Game Critic Awards             | Central Park Zoo Award come Miglior Gioco per Bambini | Vincitore | [ 72 ]        |
| Game Developers Choice Awards 2016      | Miglior gioco Mobile/Portatile                        | Vincitore | [ 73 ]        |
| Game Developers Choice Awards 2016      | Premio Innovazione                                    | Candidato | [ 73 ]        |
| Game Developers Choice Awards 2016      | Miglior gioco VR/AR                                   | Candidato | [ 73 ]        |
| International Mobile Gaming Awards 2017 | Grand Prix                                            | Vincitore | [ 74 ]        |
| 2017 SXSW Gaming Awards                 | Gioco Mobile dell'anno                                | Vincitore | [ 75 ] [ 76 ] |
| 2017 SXSW Gaming Awards                 | Excellence in Technical Achievements                  | Candidato | [ 75 ] [ 76 ] |
| 13th British Academy Games Awards       | Famiglie                                              | Candidato | [ 77 ]        |
| 13th British Academy Games Awards       | Innovazione nel gioco                                 | Candidato | [ 77 ]        |
| 13th British Academy Games Awards       | Mobile                                                | Vincitore | [ 77 ]        |
| Golden Joystick Awards 2018             | Still Playing Award                                   | Candidato | [ 78 ]        |
| Gamers' Choice Awards 2018              | Gioco mobile preferito dai fan                        | Vincitore | [ 79 ]        |
| 2019 SXSW Gaming Awards                 | Gioco più evoluto                                     | Candidato | [ 80 ]        |
| 15th British Academy Games Awards       | EE Gioco Mobile dell'anno                             | Candidato | [ 81 ]        |
| Pocket Gamer Mobile Games Awards        | Best Live Ops                                         | Candidato | [ 82 ]        |
| 16th British Academy Games Awards       | EE Gioco Mobile dell'anno                             | Candidato | [ 83 ]        |
| 2021 Kids' Choice Awards                | Videogioco preferito                                  | Candidato | [ 84 ]        |